# Synodita
Synodita là một chi bọ cánh cứng trong họ Chrysomelidae.
Chi này được miêu tả khoa học năm 1875 bởi Chapuis.

## Các loài
Các loài trong chi này gồm:
- Synodita abdominalis (Jacoby, 1891)
- Synodita borrei Chapuis, 1875
- Synodita flavicollis (Jacoby, 1886)
- Synodita impura (Blackburn, 1888)
- Synodita melanocephla (Fabricius, 1775)